# Alec Bannerman
Alexander Chalmers Bannerman (bekannt als Alec Bannermann oder Alick Bannermann; * 21. März 1854 in Paddington, † Australien; † 19. September 1924 ebenda) war ein australischer Cricketspieler, der zwischen 1879 und 1893 für die australische Nationalmannschaft spielte.

## Kindheit
Sein Bruder Charles Bannerman spielte später ebenfalls Cricket für Australien.

## Aktive Karriere
Bannermann gab sein First-Class-Debüt für New South Wales in der Saison 1876/77. Sein Debüt in der Nationalmannschaft folgte im Januar 1879 beim Test gegen England in Melbourne. Dabei gelang ihm ein Fifty über 73 Runs, womit er der beste Schlagmann des Spiels war. Beim nächsten Aufeinandertreffen der beiden Teams in der Saison 1880 in England war er ebenfalls im Team und erzielte dabei 3 Wickets für 111 Runs. In der Saison 1881/82 kam England abermals nach Australien und ihm gelang in der Serie ein Fifty über 70 Runs. Beim Besuch in England im Sommer 1882 konnte er nicht herausstechen, war dann jedoch beim Gegenbesuch der englischen Mannschaft und der erstmals ausgetragenen Ashes-Series im folgenden Winter der beste australische Schlagmann. Vor allem mit seinem Fifty über 94 Runs im dritten Test konnte er dabei herausragen. In einem weiteren ausgetragenen Test in der Saison konnte er mit 63 Runs ein weiteres Half-Century hinzufügen.
Im Sommer 1884 konnte er bei der Tour in England nicht herausstechen. Beim nächsten Aufeinandertreffen in der Saison 1884/85 gelang ihm dann wieder im vierten Test ein Fifty über 51 Runs. Bei der folgenden Tour in England in 1886, die Australien deutlich verlor, war er nicht Teil des Teams. Bei den nächsten Touren in den Saisons 1886/87, 1887/88 und 1888 war er dann zwar wieder im Team, konnte jedoch nicht herausragen. In 1891/92 erhielt er dann eine weitere Möglichkeit. Er galt zu diesem Zeitpunkt als Spieler mit alter Spielweise, der den Ball zumeist defensiv spielte. So erreichte er zwar beim zweiten Test 91 Runs, benötigte dafür jedoch siebeneinhalb Stunden die über drei Tage verteilt waren. Ein Reim wurde aus der Zeit überliefert als:

“O Bannerman, O Bannerman,
We wish you'd change your manner, man;
We pay our humble tanner, man,
To see a bit of fun.
You're a beggar though to stick it,
But it ain't our sort of cricket;
They haven't hit your wicket,
Yet, you haven't got a run.”

„O Bannerman, O Bannerman,
Wir wünschten du änderst dein Verhalten, Mann;
Wie bezahlen unseren bescheidenen Taler, Mann,
Um etwas Spass zu sehen.
Du bist ein Bettler der es durchhält,
aber es ist nicht unsere Art des Crickets;
Sie haben nicht unser Wicket getroffen,
jedoch hast du auch keinen Run erzielt.“

Von vielen Zuschauern wurde er als "Good old Alex" bezeichnet.
Im Sommer 1893 spielte er dann seine letzte internationale Tour. In England konnte er dabei dann zwei weitere Fifties (55 und 60 Runs) erreichen.

## Nach der aktiven Karriere
Wie sein Bruder Charles war auch Alec nach seiner Karriere als Trainer und Umpire tätig. Dabei war er im Sydney Cricket Club und für New South Wales tätig. Er verstarb im Alter von 70 Jahren.